# خليج تجرة
خليج تجرة هو خليج أو حوض في المحيط الهندي يقع في القرن الأفريقي و يمتد جنوب مضيق باب المندب أو مدخل البحر الأحمر بين 11.7 درجة شمالا و 43.0 درجة شرقا. تقع أغلب سواحل خليج تجرة داخل جيبوتي باستثناء جزء صغير واقع في الصومال.
تقع على مدخل الخليج جزائر مخا ومسكلي و في أسفل الخليج بحيرتي غوبيت وأسال اللتان يفصلهما عن البر جسر أرضي ضيق.

## الجغرافيا
تبلغ مساحة الخليج 347 كيلومتر مربع ويبلغ طولها من سغالو حتى أوبوك 58 كيلا ويختلف العرض من 24 كيلا وصاعدا. يعتبر الخليج ضحل بعمق يقل كلما اتجهت نحو اليابسة. يتميز ساحل خليج تجرة بميلانة وكثرة كثبانه الرملية مع وجود بعض أشجار النخيل. في المقابل السواحل الجنوبية ناعمة وضحلة.

## الاقتصاد
تشمل خدمة نقل المسافرين خطوط نقل بحرية تربط الموانئ التالية: مدينة جيبوتي، تجرة وأوبوك ويساعد ذلك بستمرارية النشاط التجاري.

## مدن ومناطق حضارية
المدن على طول ساحل تجرة:
- مدينة جيبوتي
- تجرة
- سغالو
- أوبوك
- لويودا
- لويكادوا